# Johannes Klockars
Johannes Klockars, född 7 september 1867 i Malax, död 2 oktober 1932 i Helsingfors, var en finländsk folkbildnings- och nykterhetsman. Han var far till Birgit Klockars.
Klockars blev student 1887, filosofie kandidat 1893 och var föreståndare för Kronoby folkhögskola 1891–1918. Han stiftade 1888 i Malax den första svenska ungdomsföreningen i Finland och arbetade främst inom ungdoms- och nykterhetsrörelserna. Han var 1905–1910 sekreterare i Finlands svenska nykterhetsförbund, vars ordförande han var från 1912. Han var redaktör för tidskrifterna "Ungdomen" (1897–1910), "Balder" (1899–1910) och "Fram" (från 1911), de bägge sistnämnda nykterhetstidskrifter. Han invaldes i Finlands riksdag 1924 för Svenska folkpartiet.